# Diga di Bissina
La diga di Bissina è una diga situata in Val di Daone, in Trentino. Il lago artificiale (serbatoio) ha una capacità utile di circa 60 milioni di metri cubi con quota di massimo invaso a 1.789 m ed è formato dalla diga rettilinea di calcestruzzo a gravità alleggerita con coronamento lungo 563 m a quota 1790 m s.l.m. e un'altezza di 81 m.

## Costituzione

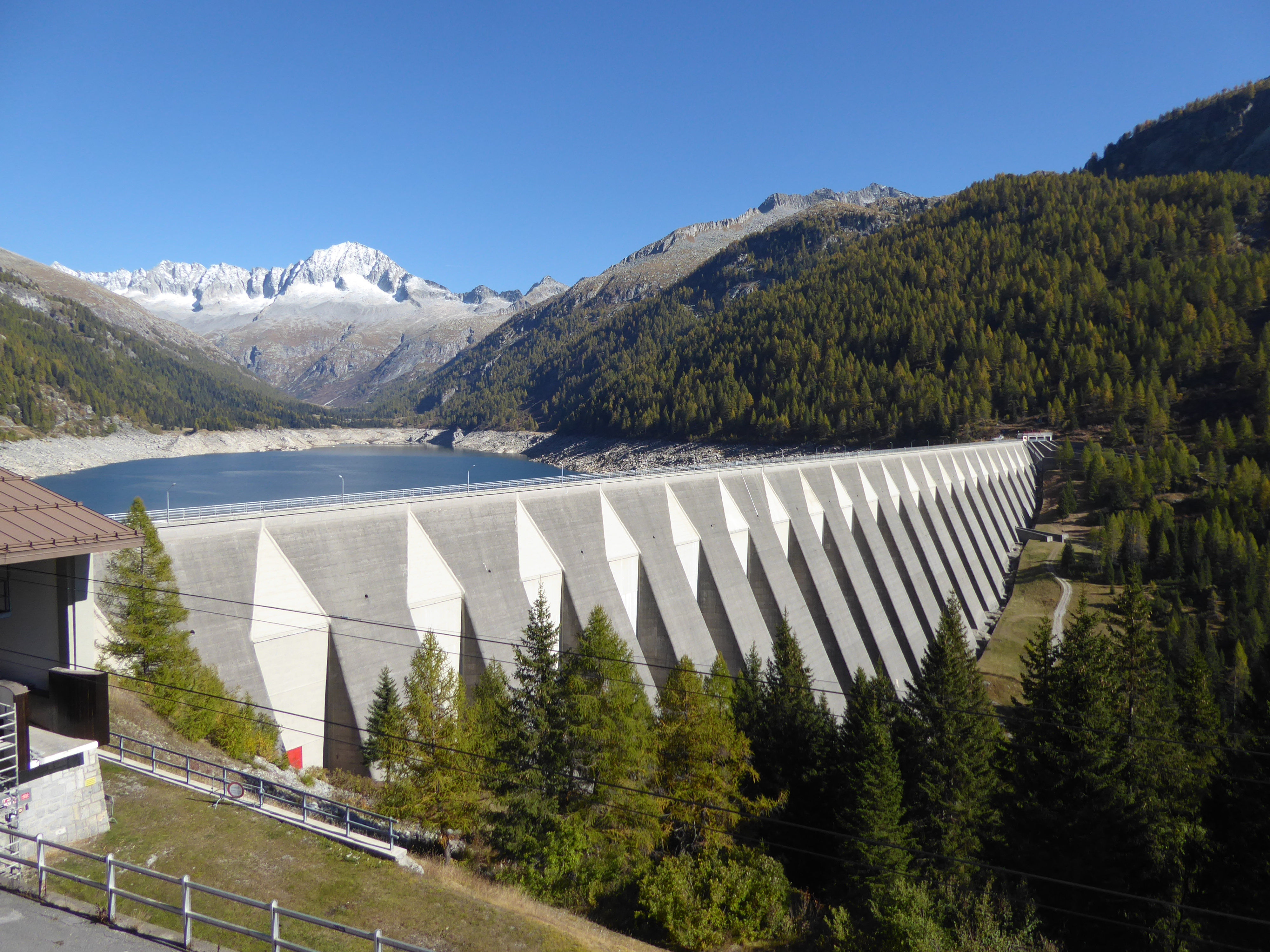
Vista della facciata verso valle

È costituita da 22 elementi cavi (detti "tipo Marcello" dal nome del progettista, l'ingegnere Claudio Marcello) con due spalle a gravità massiccia. Il volume complessivo è di circa 443.000 m3. La diga fu costruita dalla ditta Lodigiani dal maggio 1955 al novembre 1957 e collaudata nel 1962. L'opera di presa è a quota 1716,50 metri, il canale di derivazione in galleria scavato in roccia rivestita di calcestruzzo è lungo mt 5.385, largo 2,90 m con una portata massima di 19,5 m3/s. La condotta forzata in acciaio lunga 686 metri è libera in roccia con un diametro interno di 2,25 metri. La centrale di Boazzo, ricavata in caverna, è dotata di due gruppi generatori della potenza di 47.400 kW ciascuno costituito da due turbine Pelton ad asse orizzontale con alternatore centrale da 48.000 kVA.

## Turbine
Ogni turbina è alimentata da due getti. In sala macchine è installato per i servizi ausiliari una turbina Pelton ad asse orizzontale di 1020 kW con alternatore da 1.300 kVA. L'acqua utilizzata viene restituita con un canale di scarico in galleria lungo circa 200 metri nel lago artificiale di Boazzo. La producibilità media annua teorica dell'impianto è stimata in 142 milioni di kWh. I gruppi generatori sono entrati in funzione nel 1958.

## Acque utilizzate
Oltre all'acqua del fiume Chiese viene convogliata e utilizzata anche l'acqua dei torrenti Danerba, Copidello, Rondon, Predon, Manoccolo, Rossola, Gellino, Larga, Campo, Saviore, Signorine e Re di Castello.

## Curiosità
Dal 2001 sulla parete della diga si svolge annualmente una gara di speed, denominata Speed Rock. Questa competizione è divenuta una tappa della Coppa del mondo speed di arrampicata dalla stagione 2003.
A volte la diga è anche aperta al pubblico; in questa occasione si possono visitare gli interni della diga e si può passare sopra di essa.